# Monarchia stanowa
Monarchia stanowa – forma ustroju politycznego, charakterystyczna dla schyłkowego okresu średniowiecza, związana z wyodrębnieniem się zróżnicowanych grup społecznych (stanów). Władza monarchy, dotąd patrymonialnego, została ograniczona na rzecz stanów, szczególnie rycerstwa i duchowieństwa, niekiedy mieszczaństwa. Udział stanów w rządach był realizowany przez reprezentację w zgromadzeniach stanowych (późniejszych parlamentach) i różnych formach samorządu.
W czasach nowożytnych monarchia stanowa straciła rację bytu. W większości państw europejskich monarchowie zwiększali stopniowo swoją władzę, co doprowadziło do powstania monarchii absolutnych, a tylko w nielicznych (Polska, Anglia) parlamenty zdołały zachować swe uprawnienia, a nawet powiększyć je.

## Monarchia stanowa we Francji
Okres monarchii stanowej we Francji przypada na XIV i XV w. Ukształtowała się ona w wyniku wyodrębnienia się w poprzedzającym ją okresie rozdrobnienia feudalnego trzech stanów – rycerstwa, duchowieństwa oraz tzw. stanu trzeciego (mieszkańcy miast i wolni chłopi) oraz współdziałania królów z dynastii Kapetyngów, a później Walezjuszów z tymi stanami w procesie jednoczenia ziem francuskich.
Aby powstanie monarchii stanowej było możliwe, musiało dojść do przezwyciężenia rozdrobnienia feudalnego (w Polsce zwanego rozbiciem dzielnicowym) i uzyskania przez króla nadrzędnej pozycji nad pozostałymi władcami terytorialnymi. Za początek okresu francuskiej monarchii stanowej uznaje się rok 1302, kiedy Stany Generalne zostały zwołane po raz pierwszy przez króla Filipa IV. Okres ten trwał do roku 1484. Od 1484 znacznie ograniczono rolę Stanów Generalnych, a zaczęto posługiwać się częściej Zgromadzeniem Notabli. W skład tego ostatniego wchodziły zasadniczo tylko osoby zaproszone przez monarchę.
W aparacie państwowym, wcześniej zdominowanym przez rycerstwo jako królewskich wasali, wzrosło znaczenie wykształconych na uczelniach wyższych (w szczególności w znajomości prawa rzymskiego) przedstawicieli drobnej szlachty i miejskiego patrycjatu – legistów. Oni też na bazie prawa rzymskiego opracowali nowe koncepcje prawnoustrojowe kształtującej się monarchii stanowej, które zastąpiły wcześniejsze zasady monarchii patrymonialnej, a także przyczyniły się do zjednoczenia państwa. Cechy ustrojowe francuskiej monarchii stanowej były więc następujące:
- Publicznoprawny charakter państwa – państwo francuskie przestało być własnością prywatną królów, a stało się bytem publicznym.
- Współdziałanie króla ze stanami – przejawiające się przede wszystkim w działalności Stanów Generalnych oraz stanów prowincjonalnych.
- Trzy zasady ustrojowe opracowane przez legistów:
  - Król jest najwyższym zwierzchnikiem lennym (Król jest suwerenem suwerenów). – istniejąca już wcześniej w prawie lennym zasada, która umożliwiła Kapetyngom odzyskiwanie poszczególnych lenn, a w konsekwencji do zjednoczenia kraju; dająca królowi możliwość kontrolowania wszelkich stosunków lennych na terenie królestwa, nawet ponad głowami jego wasali.
  - Król jest źródłem wszelkiej sprawiedliwości. – również istniejąca już wcześniej, w czasach Franków zasada, wyposażająca monarchę w najwyższą władzę sądowniczą.
  - Król jest cesarzem w swoim królestwie. (łac. rex imperator in regno suo) – zasada zakładająca, że królowi Francji, jako następcy cesarzy rzymskich na tych ziemiach przysługują uprawnienia podobne do tych, jakie posiadali cesarze rzymscy (podstawa do ukształtowania się we Francji monarchii absolutnej oraz podkreślająca suwerenność króla Francji i samego kraju (szczególnie niezależność od uniwersalistycznych dążeń władców Rzeszy.
- Teoria statutowa – władza królewska nie jest dziedziczona w dynastii panującej jako prywatny spadek, zasady sukcesji są określone prawem, a władca nie może zmienić "statutu królestwa", czyli zbioru reguł ustrojowych.
- System agnatyczny następstwa tronu. – zasada wyprowadzona z prawa salickiego, zabraniającego kobietom dziedziczenia ziemi salickiej (część Francji w okresie wczesnego średniowiecza była zamieszkana przez Franków Salickich i obowiązywało w niej ich prawo) określająca system następstwa tronu Francji jako agnatyczny. Prawo do tronu posiadali jedynie męscy przedstawiciele dynastii. Nie uznawano dziedziczenia korony po kądzieli przez małżeństwo lub po matce. Tron francuski stał się dziedziczny w linii prostej przez najstarszego syna. Był to system primogenitury[1]
- Zasada ciągłości władzy monarszej – moment śmierci panującego monarchy był automatycznie momentem wstąpienia na tron jego następcy (tzw. zasada Król umarł, niech żyje król! – fr. Le roi est mort, vive le roi!). Jednocześnie nie uznawano bezkrólewia, lecz w wypadku małoletności następcy stosowano zasadę regencji. Zasada ciągłości władzy monarszej była możliwa do utrwalenia dzięki istniejącej uprzednio regule desygnacji następcy tronu za życia władcy. Tym samym sprowadzono nadano obowiązującej zasadę elekcyjności tronu jedynie formalny charakter.
- Zasada niepodzielności domeny – tzw. domena królewska, czyli ziemie należące do panującej dynastii utraciły swój prywatny charakter, stając się własnością Francji, królowie nie mieli prawa rozporządzać ziemiami wedle własnego uznania. Nie mogli na przykład dokonać alienacji ziemi wchodzącej w skład domeny.

Monarcha, powiększając domenę królewską i narzucając swoją wolę feudałom, mógł - przy wsparciu mieszczaństwa i duchowieństwa - rozwijać strukturę urzędów administracyjnych i sądowniczych, powołując baliwów i prewotów. Działali oni nie tylko na obszarze domeny królewskiej, ale również na terytoriach królewskich wasali.

## Monarchia stanowa w Polsce
W Polsce monarchia stanowa powstała w typowy dla krajów europejskich sposób tzn. na drodze współdziałania władców z przedstawicielami stanów w trakcie jednoczenia państwa polskiego. Powstanie monarchii stanowej w Polsce wiąże się ze zjednoczeniem państwa i przezwyciężeniem rozbicia dzielnicowego. Ważnym momentem rozwoju monarchii stanowej w Polsce była koronacja Władysława Łokietka 20 stycznia 1320 roku.

### Koncepcja Korony Królestwa Polskiego
Wiodąca zasada ustrojowa (patrymonialna) została zastąpiona przez nową wiodącą zasadę ustrojową, jaką była koncepcja Korony Królestwa Polskiego. Symbolem władzy państwowej stają się regalia (insygnia koronacyjne). Podstawa terytorialna koncepcji Korony Królestwa Polskiego obejmowała ziemie polskie zjednoczone przez Władysława Łokietka i Kazimierza Wielkiego, a więc ziemie wchodzące w skład państwa, ale oprócz tego koncepcja korony Królestwa Polskiego obejmowała również ziemie historycznie polskie (tzn. takie ziemie, które kiedyś wchodziły w skład Królestwa Polskiego, a teraz nie było ich w zjednoczonym królestwie) oraz ziemie etnicznie polskie (tzn. ziemie, na których mieszkała ludność mówiąca po polsku). Chodziło tu głównie o Pomorze, Śląsk i Mazowsze. W skład koncepcji korony Królestwa Polskiego wchodziły 3 zasady wewnętrzne:
- Zasada niepodzielności państwa polskiego – rozwiązała ona kwestię rozbicia dzielnicowego
- Zasada suwerenności (przejęta z Francji) – królowie polscy nie składają hołdów lennych
- Zasada niepozbywalności terytorium państwowego – zasada ta miała 2 konsekwencje:
  - Nie można było darować lub sprzedawać kawałka terytorium państwa polskiego.
  - Kolejni królowie Polski składali w momencie koronacji przysięgę, iż spróbują odzyskać utracone ziemie (etniczne i historyczne).

### Zgromadzenia stanowe w Polsce
W okresie monarchii stanowej w Polsce, w odróżnieniu od pozostałych państw Europy, brak było jednolitego organu władzy ustawodawczej, który byłby przedstawicielem stanowym (we Francji stałym organem były Stany Generalne, a w Anglii – Parlament). Od I połowy XIV do połowy XV wieku można wyliczyć kilka organów, które spełniały rolę przedstawicielstwa społeczeństwa i z którymi władca musiał się liczyć:
Zjazdy
Wywodziły się z wieców feudalnych. Były one zwoływane przez monarchę w razie potrzeby. Nie miały więc cyklicznego sposobu zwoływania i nie miały też określonego składu. Te zjazdy były zwoływane albo dla całego państwa, albo dla poszczególnych prowincji. Przykładem takiego zjazdu jest zjazd w Sulejowie (1318). Zwołał go Władysław Łokietek, aby uzyskać poparcie w swoich staraniach o koronację.
Sejm walny
W monarchii stanowej sejm walny nie miał ściśle określonego składu, ale z reguły pojawiali się tam zaproszeni przez władcę urzędnicy, a także wyżsi dostojnicy kościelni oraz niekiedy przedstawiciele największych polskich miast. Sejmy walne były zwoływane nieregularnie w razie potrzeby i nie miały ściśle określonych kompetencji, ale zajmowały się najważniejszymi sprawami państwa zarówno w dziedzinie polityki zagranicznej jak i najważniejszymi sprawami wewnętrznymi w tym np. spisywanie i porządkowanie prawa.
Sejmiki
Pojawiają się one najpóźniej, na przełomie XIV i XV wieku. Ich cechą charakterystyczną był fakt, że w ich skład wchodziła wyłącznie szlachta. Sejmiki rozwinęły się w I Rzeczypospolitej.

### Etapy monarchii stanowej w Polsce
Okres monarchii stanowej w Polsce można podzielić na 3 etapy.
I etap (1320–1370)
Pierwsze 50 lat monarchii stanowej to wyraźna przewaga władzy królewskiej nad przedstawicielstwem stanowym. Korona królewska pozostawała dziedziczna, a na tronie zasiadali Piastowie (Władysław Łokietek i jego syn Kazimierz Wielki).
II etap (1370–1454)
Po roku 1370 nastąpiło osłabienie władzy królewskiej, gdyż na tronie pojawili się przedstawiciele nowych dynastii. Najpierw była to dynastia Andegawenów (Ludwik Węgierski i jego córka Jadwiga), zaś potem przedstawiciele Jagiellonów (Władysław Jagiełło i jego dwaj synowie: Władysław Warneńczyk i Kazimierz IV Jagiellończyk). Królowie z nowych dynastii zabiegali o zyskanie poparcia stanów i dlatego szli na ustępstwa. Nadawali przywileje głównie najsilniejszemu ze stanów – szlachcie, nie przywiązując uwagi do potrzeb innych stanów, zatem już w okresie monarchii stanowej obserwujemy wzrost znaczenia szlachty i stopniowe osłabienie duchowieństwa i mieszczaństwa na skutek nierównomiernego rozłożenia przywilejów.
III etap (1454–1795)
Okres, kiedy szlachta osiągnęła, poprzez nadania przywilejów i praw dla tego stanu, ogromne wpływy i władzę w państwie. Wraz z upływem czasu król tracił swoją władzę. Dochodziło do decentralizacji władzy królewskiej i państwowej. Ostatni Jagiellonowie (Zygmunt Stary i Zygmunt August) wciąż posiadali stosunkowo dużą władzę, jednak władza następnych królów elekcyjnych była bardzo ograniczona.
Najważniejsze przywileje z okresu monarchii stanowej
- przywilej budziński (1355)
- przywilej koszycki (1374)
- przywilej krakowski (1386)
- przywilej piotrkowski (1388)
- przywilej czerwiński (1422)
- Przywilej jedlneńsko-krakowski (1430–1433)
- Przywilej wolnej elekcji (1570–1795)

### Przywilej cerekwicko-nieszawski
Jest to przywilej szlachecki nadany przez Kazimierza Jagiellończyka na początku wojny trzynastoletniej w 1454 roku. Jego celem było uzyskanie od szlachty wsparcia w wojnie. Zgodnie z tym przywilejem król mógł zwołać pospolite ruszenie, nakładać nowe podatki, stanowić nowe prawo i decydować o wojnie i pokoju tylko za zgodą sejmików szlacheckich. Od tego momentu najważniejsze decyzje zależały od organów czysto szlacheckich. Dlatego też nadanie przywileju cerekwicko-nieszawskiego uważa się za koniec monarchii stanowej i początek Rzeczypospolitej Szlacheckiej w Polsce. Od tego momentu król nie musiał liczyć się z pozostałymi stanami.